# Portoviejo (kanton)
Portoviejo – kanton w prowincji Manabí, w Ekwadorze. Stolicą kantonu jest Portoviejo.